# Edelsfeld
Edelsfeld település Németországban, azon belül Bajorországban. Lakosainak száma 1992 fő (2023. december 31.).

## Népesség
A település népessége az elmúlt években az alábbi módon változott:
| Lakosok száma | 294  | 476  | 1508 | 1497 | 1876 | 1859 | 1907 | 1900 | 1987 | 1992 |
|               | 1875 | 1950 | 1975 | 1987 | 2012 | 2014 | 2016 | 2017 | 2021 | 2023 |